# Boss Hogg
Pour les articles homonymes, voir Boss (homonymie) et Hogg.
Jefferson Davis « J. D. » Hogg, aussi connu comme « Boss » Hogg, est un personnage de fiction créé pour la série télévisée Shérif, fais-moi peur, dans laquelle il est interprété par Sorrell Booke.

## Biographie fictive
Boss Hogg est l'homme le plus riche de la zone non incorporée du Comté de Hazzard dans l’État de Géorgie. Il dirige de main de fer le comté. Il possède également la plupart des boutiques et est au centre de toutes les affaires.
Boss Hogg est toujours habillé en blanc avec un chapeau de cow-boy et un cigare.
Boss Hogg veut tout contrôler et n'hésite pas à avoir recours à la corruption pour y parvenir. Il est aidé dans ces affaires criminelles par le shérif du comté Rosco P. Coltrane et parfois par les adjoints de ce dernier : Enos Strate et Cletus Hogg (le cousin de Boss).
Bien qu'il ait été ami d'enfance avec Jesse Duke, il est perpétuellement en conflit avec la famille Duke, principalement avec les cousins Bo et Luke Duke, qui sèment la pagaille au volant de leur Dodge Charger de 1969, surnommée « General Lee ». Les Duke parviennent toujours à échapper à son pouvoir, bien que Boss Hogg crée à chaque fois de nouvelles lois pour les arrêter. Il essaie de les faire condamner surtout depuis qu'ils sont en liberté conditionnelle pour trafic d'alcool. Mais il est aussi capable de s'allier avec eux lorsque l'intérêt est commun et que des étrangers menacent le Comté.
À la suite de sa mort, il « lègue » son empire à Rosco P. Coltrane.

### Vie privée
Il est marié à Lulu, la sœur du shérif Rosco P. Coltrane.
Il a un frère jumeau appelé Abraham Lincoln Hogg qui est complètement son opposé : gentil, honnête, habillé en noir et conduisant une voiture noire.
Il a un neveu nommé Hughie Hogg qui a tenté de l'escroquer avec une lampe magique.

### Personnalité
Boss Hogg est égocentrique et veut tout contrôler. Il est colérique. 
Il boit chaque jour du café et mange une livre de foie.

### Propriétés de Boss Hogg
La ferme Duke
Boss Hog possède l'Hypothèque de la ferme de Jesse Duke. Il s'en sert souvent pour faire du chantage.
Le Repaire du Sanglier (The Boar's Nest en V.O.)
C'est la taverne locale, où Daisy Duke est serveuse. Boss y a un bureau duquel il gère beaucoup de ses malversations. De nombreuses stars de la musique country s'y sont produites, en étant rarement payés (Roy Orbison, Buck Owens, Dottie West, Tammy Wynette, Hoyt Axton, Loretta Lynn, ...).
La Banque du Comté de Hazzard
La banque locale dans laquelle Boss est à la fois Président, propriétaire et directeur général.
Le garage de Cooter
Boss Hog possède l'Hypothèque du garage de Cooter Davenport, l'ami et mécanicien des cousins Duke.
HOGGOCO Oil / Petroleum Co.
Il possède toutes les stations-service du comté de Hazzard.
The Hazzard County Gazette
Le journal hebdomadaire du comté de Hazzard.
The Hazzard Phone Company
La compagnie téléphonique du Comté dont Boss contrôle tout et où il emploie son cousin Maybel.
WHOGG
La seule station de radio du comté de Hazzard, dont Boss est le président.
The Hazzard County Grits Mill
High Heavenly Hill Cemetery
C'est le seul cimetière public du Comté.
J.D. Hogg Log Mill
Une usine travaillant le bois.
J.D. Hogg Ice House
J.D. Hogg Real Estate
L'agence immobilière de Boss Hogg.
J.D. Hogg Funeral Home
Le funérarium de Boss Hogg.
J.D. Hogg Gravel Company
La société de Boss fabriquant des tombes.
J.D. Hogg Painting Company
The Hazzard Coffin Works

## Origine du nom
Comme beaucoup d'autres noms et lieux de la série, le nom du personnage renvoie à la guerre de Sécession et au politicien Jefferson Davis. Par ailleurs le surnom « Boss » est un clin d’œil à William Tweed, un politicien corrompu, qui était surnommé « Boss Tweed ».

## Véhicules conduits

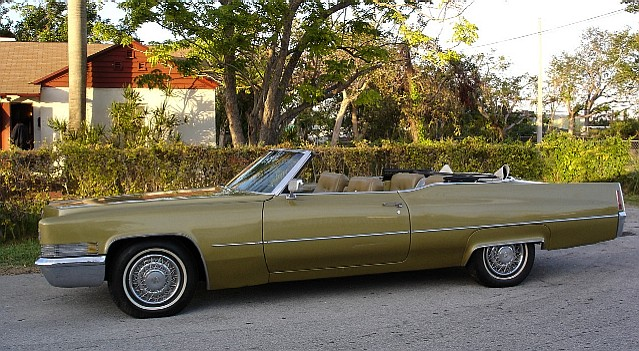
Un cabriolet DeVille de 1970 se rapprochant de celui de Boss Hogg dans la série

Boss conduit une Cadillac DeVille décapotable blanche de 1970 ornée de cornes de taureau. Au début de la série, il a un chauffeur nommé Alex.

## Œuvres où le personnage apparaît

### Télévision
- 1979-1985 : Shérif, fais-moi peur (The Dukes of Hazzard) (série télévisée) - interprété par Sorrell Booke
- 1983 : The Dukes (série télévisée d'animation) - doublé par Sorrell Booke
- 1983 : Alice, Saison 8 - épisode 1. Sorrell Booke reprend son personnage dans un épisode de cette série où il a une liaison avec Jolene Hunnicutt.
- 1997 : Shérif Réunion (The Dukes of Hazzard: Reunion!) (téléfilm) de Lewis Teague - interprété par Sorrell Booke
- 2007 : Shérif, fais-moi peur : Naissance d'une légende (The Dukes of Hazzard: The Beginning) (téléfilm) de Robert Berlinger - interprété par Christopher McDonald
- En 2011, le personnage apparaît sous les traits de Brett Bowman, dans la sérié comique australienne The Joy of Sets qui parle des éléments importants de la télévision en général.

### Cinéma
- 1975 : Moonrunners de Gy Waldron - interprété par George Ellis. Le personnage s'appelle Jake Rainey mais sera, comme quasiment tout le film, la base de ce que sera la série
- 2005 : Shérif, fais-moi peur (The Dukes of Hazzard) de Jay Chandrasekhar - interprété par Burt Reynolds